# Đorđe Čotra
Đorđe Čotra (in serbo Ђорђе Чотра?; Ostojićevo, 13 settembre 1984) è un ex calciatore serbo, di ruolo difensore.

## Carriera

### Club
Segna il primo gol con il Rad Belgrado l'11 aprile 2009 nella vittoria fuori casa per 0-2 contro l'OFK Belgrado. Segna il suo ultimo gol il 28 novembre 2010 nella vittoria casalinga per 5-0 contro il BSK Borča in cui mette a segno una doppietta. Gioca la sua ultima partita nel Rad Belgrado il 4 dicembre 2010 nella sconfitta fuori casa per 2-1 contro lo Javor Ivanjica.
Debutta con il Polonia Varsavia il 20 febbraio 2011 nella vittoria fuori casa per 0-1 contro il Lech Poznań, partita di Puchar Polski. Debutta in campionato il 27 febbraio 2011 nel pareggio casalingo a reti bianche contro il Górnik Zabrze.